# Крайс, Джейсон
Дже́йсон Кла́ренс Крайс (англ. Jason Clarence Kreis; 29 декабря 1972, Омаха, Небраска, США) — американский футбольный тренер и бывший игрок.
Крайс провёл большую часть своей игровой карьеры в MLS, США, первоначально он играл в «Далласе», а затем — в «Реал Солт-Лейк». В общей сложности он сыграл более 300 матчей на профессиональном уровне, был самым ценным игроком MLS в 1999 году. Он также провёл 14 матчей за сборную США.

## Ранние годы
Крайс играл за футбольный клуб «Гладиатор» из своего родного города Омахи, его родители были в числе первых, кто основал свой клуб в штате Небраска. Поступив в старшую школу Берка в Омахе, Крайс был взят в местную футбольную команду. Он остаётся единственным игроком команды, взятым туда в первый год обучения. После окончания первого курса Крайс и его семья переехали в Мандевилл, штат Луизиана, где он вместе с командой Мандевиллской старшей школы участвовал в нескольких турнирах класса 5А, но никогда не выигрывал титул чемпиона штата, проиграв Лафайеттской школе в четвертьфинале в выпускной год. В Мандевилле он был также выдающимся игроком «Батон-Руж Юнайтед Джагс», юношеской команды, которая заняла второе место в чемпионате США до 19 лет в 1991 году и выиграла престижный Столичный кубок в Вашингтоне, округ Колумбия.

## Клубная карьера

### Низшие лиги
Летом 1993 года Крайс играл за «Роли Флайерз» из USISL. Летом 1994 года он вернулся в Луизиану, чтобы играть за «Нью-Орлинз Ривербоут Гамблерс», также из USISL. После окончания учёбы в колледже в 1994 году Крайс подписал свой первый профессиональный контракт с «Роли Флайерз» весной 1995 года.

### «Даллас»
1 августа 1995 года Крайс подписал контракт с MLS, когда лига подготавливалась к своему первому сезону. Крайс был взят 43-м в пятом раунде драфта MLS, он стал игроком «Далласа». Он забил первый гол в истории клуба. В 1999 году Крайс стал первым игроком американского происхождения, названным самым ценным в лиге. Это случилось благодаря тому, что он лидировал в лиге по голам, он забил 15 голов и отдал столько же результативных передач. Пятикратный член сборной «Всех звёзд» лидировал в своей команде по голам пять раз.
26 июня 2004 года Крайс забил свой 89-й гол в лиге в матче против «Ди Си Юнайтед», он стал лучшим бомбардиром в истории лиги, обойдя Роя Ласситера. Крайс оставался абсолютным лидером по голам в течение более трёх лет, пока Хайме Морено не побил его рекорд 22 августа 2007 года. Он закончил свой девятый сезон MLS с 91 голом и 65 передачами, добавив четыре гола и две голевые передачи в плей-офф.

### «Реал Солт-Лейк»
17 ноября 2004 года Крайс был продан в «Реал Солт-Лейк», став первой покупкой в истории клуба. Он покинул «Даллас», будучи лидером по матчам (247), голам (91) и передачам (65). Крайс забил первый гол в истории «Солт-Лейк» в своём втором матче, однако это был лишь гол престижа, его команда проиграла со счётом 3:1 «Лос-Анджелес Гэлакси». Таким образом, он стал первым игроком в истории лиги, забивавшим первый гол в истории двух разных команд, первый был забит за «Даллас» в 1996 году. 13 августа 2005 года он стал первым игроком в истории MLS, забившим 100 голов. Он завершил карьеру игрока в начале сезона 2007 года, имея в активе 108 голов.

## Карьера в сборной
Сыграв только 14 международных матчей, Крайс никогда не был в состоянии перенести свой успех с клубом в национальную сборную. Он сыграл свой первый матч 30 августа 1996 года против Сальвадора. Крайс забил свой единственный гол 8 сентября 1999 года, открыв счёт в матче против Ямайки, который закончился ничьей 2:2.

## Тренерская карьера

### «Реал Солт-Лейк»
3 мая 2007 года Крайс ушёл из профессионального футбола и был назначен новым главным тренером «Реал Солт-Лейк», до него пост занимал Джон Эллинджер; на момент подписания контракта Крайс стал самым молодым действующим тренером в MLS в 34 года и 127 дней. Он привёл «Солт-Лейк» к первому в истории клуба плей-офф в сезоне 2008 года, а в 2009 году команда выиграла Кубок MLS. Он является самым молодым тренером в истории MLS, выигравшим Кубок MLS. Он вывел «Реал Солт-Лейк» в Лигу чемпионов КОНКАКАФ 2010/11, где команда выиграла свою группу.
24 марта 2011 года «Реал Солт-Лейк» продлил контракт с Крайсом до 2013 года. Клуб также объявил, что номер 9, под которым играл Крайс, будет изъят из обихода 4 июля 2011 года.

Крайс известен своим интересом исключительно к футболу, как тренер он уделяет много внимания игрой подготовке. Полузащитник «Реал Солт-Лейк» Кайл Бекерман сказал в 2011 году сказал в интервью о своём тренере так: 
Я не думаю, что он следит за другими видами спорта. Он только на днях встретил Джиммера Фредетта и даже не знал, кто это был.

### «Нью-Йорк Сити»
10 декабря 2013 года Крайс объявил о переходе на должность главного тренера клуба «Нью-Йорк Сити». Он покинул «Реал Солт-Лейк» через четыре дня после того, как не смог выиграть с клубом второй Кубок MLS, проиграв в финале по пенальти «Спортинг Канзас-Сити». После подписания контракта с новосозданным нью-йоркским клубом Крайс отправился в Англию, чтобы обсудить некоторые вопросы работы с владельцем франшизы, «Манчестер Сити».
Дебютный сезон Крайса в «Нью-Йорк Сити» закончился разочарованием. Клуб проигрывал в среднем каждый второй матч чемпионата и занял восьмое место в Восточной конференции, не дающее право на плей-офф. Контракт с Крайсом был расторгнут 2 ноября 2015 года.

### «Орландо Сити»
19 июля 2016 года Крайс был нанят «Орландо Сити», где заменил первого тренера Эдриана Хита. Его помощниками снова стали Майлз Джозеф и Си Джей Браун. Вместе с Крайсом команда из Орландо завоевала свою первую победу за два месяца. 15 июня 2018 года Крайс был уволен с поста тренера клуба.

### Дальнейшая карьера
19 марта 2019 года Крайс был назначен тренером сборной США до 23 лет.
15 февраля 2020 года Крайс возглавил новообразованную команду Лиги один ЮСЛ «Форт-Лодердейл», фарм-клуб франшизы-новичка MLS «Интер Майами», при этом сохранив пост в сборной США до 23 лет.
1 марта 2021 года Крайс был назначен ассистентом нового главного тренера «Интер Майами» Фила Невилла. 1 июня 2023 года Крайс был уволен вместе с Невиллом.
12 декабря 2023 года Крайс вернулся в «Реал Солт-Лейк» в качестве директора по операциям и специальным проектам клуба.

## Достижения
Как игрока
Командные
«Даллас Бёрн»
- Обладатель Открытого кубка США: 1997

Личные
- Самый ценный игрок MLS: 1999
- Член символической сборной MLS: 1999
- Лучший бомбардир MLS: 1999 (18 голов)
- Игрок месяца в MLS: июль 1996, июнь 1999
- Участник Матча всех звёзд MLS: 1996, 1999, 2000

Как тренера
Командные
«Реал Солт-Лейк»
- Чемпион MLS (обладатель Кубка MLS): 2009